# Tần số cực kỳ thấp

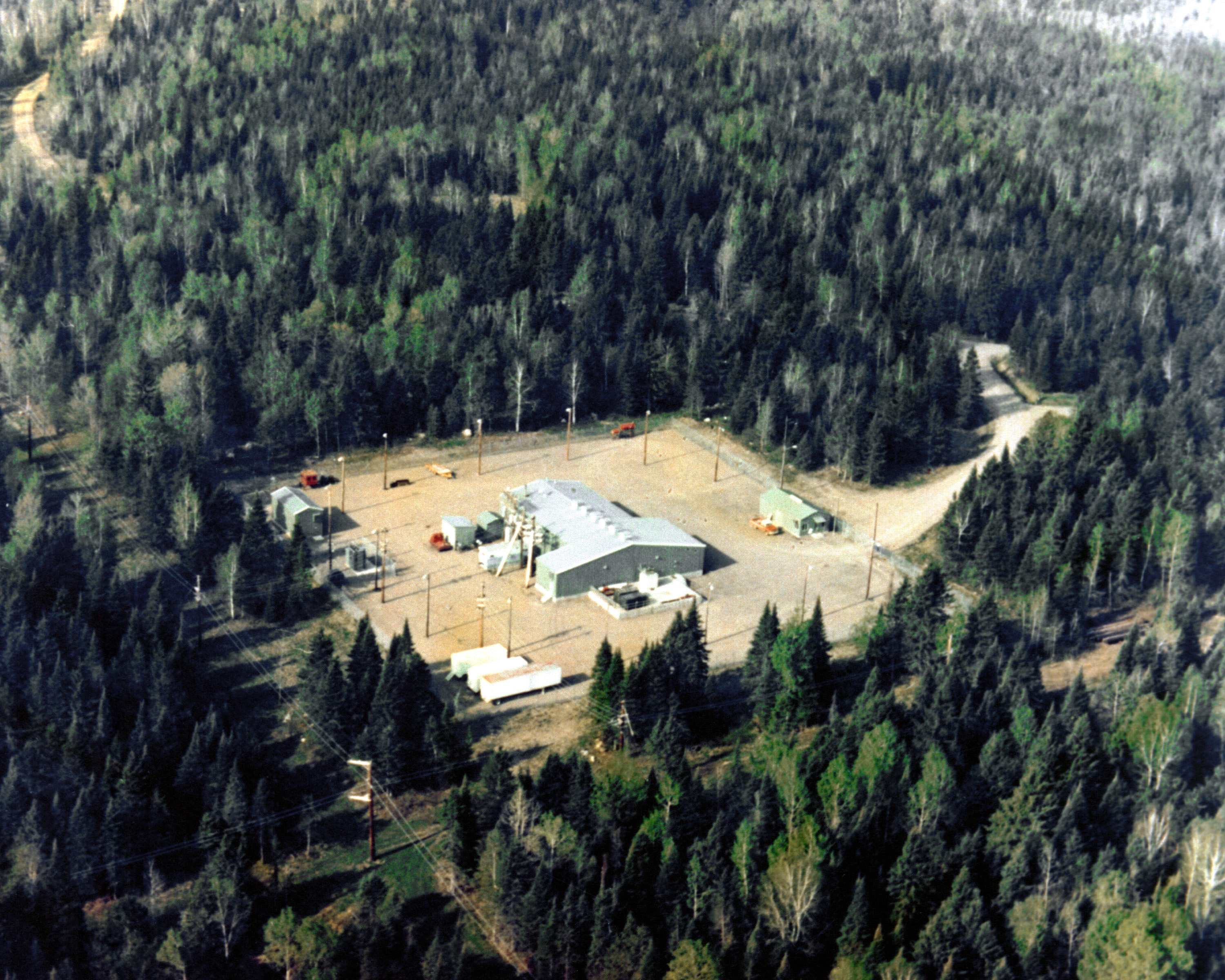
Bức ảnh chụp từ trên không năm 1982 về trạm phát liên lạc sử dụng sóng ELF của Hải quân Mỹ đặt tại Clam Lake, Wisconsin, trạm này dùng để liên lạc với các tàu ngầm.

Tần số cực kỳ thấp (tiếng Anh: extremely low frequency, viết tắt là ELF) là bức xạ điện từ (sóng vô tuyến) có tần số từ 3 đến 300 Hz, và bước sóng tương ứng từ 100.000 đến 1000 km. Trong khoa học khí quyển, có một định nghĩa thay thế khác được đưa ra, trong đó định nghĩa ELF có tần số từ 3 Hz đến 3 kHz. Đối với khoa học từ quyển, các dao động điện từ tần số thấp hơn (dao động xảy ra dưới ~3 Hz) được coi như nằm trong dải ULF, do đó cũng được xác định khác nhau trong Băng tần Vô tuyến ITU.
Các sóng vô tuyến ELF được tạo ra từ sét và các rối loại tự nhiên trong từ trường của Trái Đất, vì vậy chúng là đề tài nghiên cứu của các nhà khoa học khí quyển. Do các khó khăn trong việc chế tạo các máy phát có thể tạo ra sóng dài như vậy, nên tần số ELF được dùng trong vài hệ thống thông tin. Sóng ELF có thể xuyên qua nước biển đến độ sâu vài trăm mét, vì vậy quân đội Mỹ và Nga đã sử dụng các trạm phát ELF để liên lạc với các tàu ngầm đang hoạt động dưới biển. Tần số của dòng điện xoay chiều trong lưới điện là 50 hoặc 60 Hz, nằm trong băng tần này, nên lưới điện là một nguồn bức xạ ELF không chủ ý.

## Các định nghĩa khác
ELF là một tần số vô tuyến phụ (subradio frequency). Một số bài báo tạp chí y học được bình duyệt coi ELF là "các từ trường (MF) tần số cực kỳ thấp (ELF)" với tần số 50 Hz và 50–80 Hz. Các cơ quan chính phủ Mỹ như NASA, định nghĩa ELF là bức xạ không ion hóa với tần số trong khoảng từ 0 tới 300 Hz. Tổ chức y tế thế giới (WHO) định nghĩa ELF là "các từ trường và điện trường (EMF) tần số cực kỳ thấp (ELF)" và là "các từ trường và điện trường ELF trong dải tần số >0 tới 100.000 Hz (100 kHz)." WHO cũng nói rằng tần số giữa 0 và 300 Hz là "các bước sóng trong không khí rất dài (6000 km tại tần số 50 Hz và 5000 km tại tần số 60 Hz), và trong các tình huống thực tế, điện trường và từ trường hoạt động độc lập nhau và được đo riêng biệt."

## Thông tin quân sự
Hải quân Hoa Kỳ sử dụng tần số cực kỳ thấp (ELF) làm băng tần vô tuyến và thông tin vô tuyến. Hệ thống anten tích hợp trên tàu ngầm (SIAS) là một nỗ lực nghiên cứu và phát triển công cụ, phương tiện nhằm liên lạc với tàu ngầm đang lặn của Mỹ. Hải quân Xô viết/Hải quân Nga cũng sử dụng ELF trong hệ thống liên lạc tàu ngầm có tên gọi là ZEVS.

### Giải thích
Do tính dẫn điện của nước biển, nên nó ngăn tàu ngầm khỏi các sóng vô tuyến tần số cao hơn, làm cho thông tin vô tuyến với tàu ngầm đang lặn ở các tần số thường là bất khả thi. Tuy nhiên những tín hiệu trong dải tần số ELF lại có thể xuyên sâu vào nước biển. Hai yếu tố hạn chế tính hữu ích của các kênh thông tin dùng ELF là: tốc độ truyền dẫn dữ liệu thấp vài ký tự/phút, và tính chất một chiều (chỉ dùng cho phát, không dùng cho thu được) do tàu ngầm không thể lắp anten ELF cỡ lớn được (anten phải có kích thước đặc biệt để có thể liên lạc thành công). Nói chung, các tín hiệu ELF được dùng để ra lệnh cho tàu ngầm tăng hoặc giảm độ sâu, để có thể thu một dạng liên lạc sử dụng loại sóng khác

### Các khó khăn trong thông tin ELF
Một trong những khó khăn đặt ra khi phát sóng trong dải tần số ELF là kích thước anten. Điều này là do anten phải ít nhất bằng một phần của bước sóng tần số ELF. Điều này có nghĩa là anten phải có kích thước rất lớn mới có thể dùng được trong thông tin ELF.
Mỹ từng có hai trạm phát liên lạc ELF ở Rừng quốc gia Chequamegon-Nicolet, Wisconsin và ở Rừng bang sông Escanaba, Michigan (tên ban đầu là Project Sanguine, sau đó bị cắt giảm và đặt tên lại thành Project ELF trước khi xây dựng), chúng hiện đã bị tháo dỡ từ cuối tháng 9 năm 2004. Cả hai trạm này đều sử dụng đường dây điện dài để tạo ra tín hiệu, còn gọi là lưỡng cực đất. Đường dây để tạo tín hiệu có thể dài tới 22,5 đến 45 km (14-28 dặm). Phương pháp này không hiệu quả, do sẽ cần một lượng điện lớn để vận hành hệ thống.